# Gan (Seenu-atol)
Gan is een van de onbewoonde eilanden van het Seenu-atol behorende tot de Maldiven. Het is het zuidelijkste eiland van de Maldiven. Het eiland is sinds prehistorische tijden bewoond geweest, maar alle bewoners werden overgeplaatst naar naburige eilanden toen er in in de Tweede Wereldoorlog in 1941 een Britse marine- en luchtmachtbasis werd gevestigd. Niet alleen alle bewoners werden verdreven, maar ook een heuvel die het overblijfsel was van een stoepa en een vihara werden met de grond gelijk gemaakt. Toen de basis werd verlaten is hij enkele decennia ongebruikt geweest, totdat er een burgerluchthaven werd gebouwd: Gan International Airport, dat sinds eind 2007 in gebruik is voor internationale vluchten. Het eiland heeft nu een hotel en is door middel van dammen verbonden met de naburige eilanden, achtereenvolgens Feydhoo, Maradhoo en Hithadhoo, de hoofdplaats van dit atol.